# InteLib
InteLib — библиотека классов C++, моделирующая вычислительную модель языка Лисп и предоставляющая набор операций, позволяющих описывать S-выражения Лиспа с помощью синтаксически близких арифметических выражений в рамках C++. Библиотека создана в качестве инструмента мультипарадигмального программирования.

## Принципы
Библиотека предоставляет объектно-ориентированную модель гетерогенных S-выражений, снабжённую операцией вычисления S-выражения в терминах Лиспа. Классы, составляющие модель, снабжены переопределёнными инфиксными операциями, позволяющими записывать S-выражения в виде зрительно близких к ним арифметических выражений языка C++. Так, в нескольких статьях, посвящённых InteLib, приводится пример функции на Лиспе:
```
  
(
defun
 
isomorphic
 
(
tree1
 
tree2
)

     
(
cond
 
((
atom
 
tree1
)
 
(
atom
 
tree2
))

           
((
atom
 
tree2
)
 
NIL
)

           
(
t
 
(
and
 
(
isomorphic
 
(
car
 
tree1
)
 

                               
(
car
 
tree2
))

                   
(
isomorphic
 
(
cdr
 
tree1
)
 

                               
(
cdr
 
tree2
))

  
))))

```

Средствами InteLib этот фрагмент кода можно записать в виде следующего выражения C++:
```
  
(
L
|
DEFUN
,
 
ISOMORPHIC
,
 
(
L
|
TREE1
,
 
TREE2
),

    
(
L
|
COND
,
 

      
(
L
|
(
L
|
ATOM
,
 
TREE1
),
 
(
L
|
ATOM
,
 
TREE2
)),

      
(
L
|
(
L
|
ATOM
,
 
TREE2
),
 
NIL
),

      
(
L
|
T
,
 
(
L
|
AND
,

        
(
L
|
ISOMORPHIC
,
 
(
L
|
CAR
,
 
TREE1
),
 

                       
(
L
|
CAR
,
 
TREE2
)),

        
(
L
|
ISOMORPHIC
,
 
(
L
|
CDR
,
 
TREE1
),
 

                       
(
L
|
CDR
,
 
TREE2
))

  
))))

```

Здесь L — это переменная типа LListConstructor, введённая ради операции L|, которая конструирует список из одного элемента. Результатом операции является объект класса LReference, для которого переопределена операция «запятая» — в библиотеке InteLib эта операция служит для добавления новых элементов к имеющемуся списку.
Результатом всего выражения также является объект класса LReference. Метод Evaluate(), описанный в этом классе, позволяет вычислить выражение в соответствии с правилами языка Лисп. Результатом такого вычисления будет новое S-выражение, представленное, как всегда, объектом класса LReference.
DEFUN, ISOMORPHIC, TREE1 и др. в вышеприведённом примере являются переменными класса LSymbol, который представляет понятие символа Лиспа.

## Возможности
Текущая версия InteLib включает набор средств для работы с S-выражениями как гетерогенными структурами данных (без вычисления), а также вычислительные модели языков Лисп и Scheme (точнее говоря, диалектов InteLib Lisp и InteLib Scheme, которые не соответствуют стандартам этих языков). В комплект поставки входят интерактивные интерпретаторы обоих диалектов, а также трансляторы, принимающие на вход модуль в традиционном синтаксисе Лиспа или Scheme и создающие модуль на C++, снабжённый заголовочным файлом.

## История
Первая работающая версия библиотеки была написана А. Столяровым в ходе выполнения магистерской квалификационной работы на факультете ВМиК МГУ в 1999 году.
Библиотека InteLib впервые официально упоминается в статье А. Столярова и Е. Большаковой Building functional techniques into an object-oriented language, представленной на конференции JCKBSE'2000 в Брно в сентябре 2000 года.
В 2002 году состоялась защита кандидатской диссертации А. Столярова Интеграция разнородных языковых механизмов в рамках одного языка программирования, в которой представлен метод непосредственной интеграции, реализованный в библиотеке InteLib.
Как сказано на официальном сайте InteLib, название библиотеки происходит от слов Intelligence Library, что отражает исходное намерение автора интегрировать в проекты C++ вычислительные модели языков искусственного интеллекта.

## Лицензирование
Библиотека InteLib является свободным программным обеспечением. Сама библиотека распространяется по лицензии LGPL, сопутствующие трансляторы и интерпретаторы — по лицензии GPL.